# Lijst van rijksmonumenten in Udenhout
De plaats Udenhout telt 37 inschrijvingen in het rijksmonumentenregister. Hieronder een overzicht.
| Object | Oorspronkelijke functie?  | Bouwjaar                           | Architect           | Locatie               | Coördinaten?                 | Nr.?   | Afbeelding |
| --- | ------------------------- | ---------------------------------- | ------------------- | --------------------- | ---------------------------- | ------ | --- |
| Boerderij van het langgeveltype met combinatie van dwars- en langdeel | Boerderij                 | 1811 (jaartalankers)               |                     | Groenstraat 84        | 51° 36' 59" NB, 5° 8' 56" OL | 35833  | Boerderij van het langgeveltype met combinatie van dwars- en langdeel                                               |
| Boerderij van het Kempische langgeveltype | Boerderij                 | 1861 (jaartalankers)               |                     | Groenstraat 90        | 51° 37' 2" NB, 5° 9' 2" OL   | 35834  | Meer afbeeldingen                                                                                                   |
| Boerderij van het Kempische langgeveltype | Boerderij                 | 1861 (jaartalankers)               |                     | Groenstraat 92        | 51° 37' 3" NB, 5° 9' 3" OL   | 35835  | Meer afbeeldingen                                                                                                   |
| Boerderij van het Kempische langgeveltype, met jaarankers 1812 | Woonhuis                  | 1812 (jaartalankers)               |                     | Groenstraat 131       | 51° 37' 13" NB, 5° 9' 22" OL | 35837  | Boerderij van het Kempische langgeveltype, met jaarankers 1812                                                      |
| Boerderij "Vogelzang" met middenlangsdeel en langgevel-woonhuis | Boerderij                 | 19e eeuw                           |                     | Schoorstraat 17       | 51° 36' 46" NB, 5° 8' 12" OL | 35839  | Boerderij "Vogelzang" met middenlangsdeel en langgevel-woonhuis                                                     |
| Dubbele landarbeiderswoning onder rieten schilddak | Woonhuis                  | begin 19e eeuw                     |                     | Schoorstraat 23       | 51° 36' 50" NB, 5° 7' 55" OL | 35840  | Meer afbeeldingen                                                                                                   |
| Oude Raadhuis | Bestuursgebouw en onderdl | 1849                               | A. van Veggel       | Slimstraat 2          | 51° 36' 29" NB, 5° 8' 17" OL | 35841  | Meer afbeeldingen                                                                                                   |
| Sint Lambertuskerk | Kerk en kerkonderdeel     | 1840-1841                          |                     | Slimstraat 9          | 51° 36' 39" NB, 5° 8' 27" OL | 35842  | Meer afbeeldingen                                                                                                   |
| Dorpswoning met empire ramen en deur | Woonhuis                  |                                    |                     | Slimstraat 25         | 51° 36' 38" NB, 5° 8' 24" OL | 35843  | Meer afbeeldingen                                                                                                   |
| Boerderij bestaande uit een langgevelwoning en een bedrijfsruimte met middenlangsdeel, tezamen onder rieten wolfdak                                                       | Boerderij                 | 19e eeuw                           |                     | Slimstraat 68         | 51° 36' 31" NB, 5° 8' 15" OL | 35844  | Boerderij bestaande uit een langgevelwoning en een bedrijfsruimte met middenlangsdeel, tezamen onder rieten wolfdak |
| Boerderij van het Kempische langgeveltype met vlaamse schuur | Boerderij                 |                                    |                     | Waalwijkseweg 6       | 51° 35' 60" NB, 5° 7' 27" OL | 35845  | Boerderij van het Kempische langgeveltype met vlaamse schuur                                                        |
| Strijdhoef: hoofdgebouw | Kasteel, buitenplaats     | 1760                               |                     | Schoorstraat 14       | 51° 36' 55" NB, 5° 8' 6" OL  | 511885 | Meer afbeeldingen                                                                                                   |
| Strijdhoef: inrijhek | Tuin, park en plantsoen   | 1800-1850                          |                     | Schoorstraat bij 14   | 51° 36' 55" NB, 5° 8' 6" OL  | 511887 | Meer afbeeldingen                                                                                                   |
| Strijdhoef: toegang tot het omgrachte voorplein van het huis, bestaande uit een dam met ijzeren paaltjes en kettingen en een bakstenen poortgebouw. Kasteel de Strijdhoef | Bijgebouwen kastelen enz. | 1850-1900                          |                     | Schoorstraat bij 14   | 51° 36' 56" NB, 5° 8' 4" OL  | 511888 | Meer afbeeldingen                                                                                                   |
| Strijdhoef: tuinkoepel | Tuin, park en plantsoen   | 1850-1875                          |                     | Schoorstraat bij 14   | 51° 36' 57" NB, 5° 8' 5" OL  | 511889 | Meer afbeeldingen                                                                                                   |
| Strijdhoef: hekpijlers | Tuin, park en plantsoen   | ca. 1900                           |                     | Schoorstraat bij 14   | 51° 36' 52" NB, 5° 7' 55" OL | 511890 | Upload foto |
| Strijdhoef: drie natuurstenen borstbeelden | Tuin, park en plantsoen   | 19e eeuw                           |                     | Schoorstraat bij 14   | 51° 36' 55" NB, 5° 8' 6" OL  | 511891 | Meer afbeeldingen                                                                                                   |
| Strijdhoef: zonnewijzer | Tuin, park en plantsoen   | 19e eeuw                           |                     | Schoorstraat bij 14   | 51° 36' 56" NB, 5° 8' 4" OL  | 511892 | Upload foto |
| Strijdhoef: ijskelder | Tuin, park en plantsoen   | 19e eeuw                           |                     | Schoorstraat bij 14   | 51° 36' 52" NB, 5° 7' 59" OL | 511893 | Upload foto |
| Woonstalhuis in Eclectische stijl | Boerderij                 | 1876                               |                     | Groenstraat 86        | 51° 37' 0" NB, 5° 8' 59" OL  | 521135 | Woonstalhuis in Eclectische stijl                                                                                   |
| Complex Groenstraat 86 | Opslag                    | 1893                               |                     | Groenstraat 84A       | 51° 37' 0" NB, 5° 8' 58" OL  | 521136 | Upload foto |
| Huize Sint-Vincentius | Gezondheidszorg           | 1927-1929                          | J.J.M. van Halteren | Schoorstraat 4        | 51° 36' 47" NB, 5° 8' 18" OL | 521138 | Meer afbeeldingen                                                                                                   |
| Complex Huize Vincentius | Kapel                     | 1935                               |                     | Schoorstraat 4        | 51° 36' 48" NB, 5° 8' 19" OL | 521139 | Upload foto |
| R.K. pastorie | Kerkelijke dienstwoning   | ca. 1850-1860 (bouw) 1950 (uitbr.) |                     | Slimstraat 7          | 51° 36' 41" NB, 5° 8' 28" OL | 521141 | R.K. pastorie |
| Complex Slimstraat 5-7: grafmonument van Francisca van Oorschot | Gedenkteken               |                                    |                     | Slimstraat bij 9      | 51° 36' 40" NB, 5° 8' 28" OL | 521142 | Upload foto |
| Complex Slimstraat 5-7: grafmonument van Francisca van Oorschot | Gedenkteken               |                                    |                     | Slimstraat bij 9      | 51° 36' 39" NB, 5° 8' 29" OL | 521143 | Upload foto |
| Herenhuis, gebouwd in eclectische stijl | Woonhuis                  | 1880                               |                     | Slimstraat 26         | 51° 36' 38" NB, 5° 8' 22" OL | 521145 | Upload foto |
| Complex Slimstraat 26 | Bijgebouwen kastelen enz. | 1890-1900                          |                     | Slimstraat 26         | 51° 36' 39" NB, 5° 8' 21" OL | 521146 | Upload foto |
| Villa Wilgewinde | Woonhuis                  | 1928                               |                     | Groenstraat 28        | 51° 36' 48" NB, 5° 8' 34" OL | 521237 | Villa Wilgewinde |
| Woonhuis | Woonhuis                  | 1870-1880                          |                     | Groenstraat 70        | 51° 36' 53" NB, 5° 8' 44" OL | 521238 | Woonhuis |
| Woonhuis in een regionale variant van de Neo-Renaissance stijl | Woonhuis                  | ca. 1900                           |                     | Kreitenmolenstraat 19 | 51° 36' 42" NB, 5° 8' 34" OL | 521239 | Woonhuis in een regionale variant van de Neo-Renaissance stijl                                                      |
| Woonhuis | Woonhuis                  | laatste kwart 19e eeuw             |                     | Schoorstraat 2        | 51° 36' 45" NB, 5° 8' 26" OL | 521240 | Woonhuis |
| Klooster St. Petrus | Klooster, kloosteronderdl | 1890-1900                          |                     | Slimstraat 21         | 51° 36' 39" NB, 5° 8' 25" OL | 521241 | Klooster St. Petrus                                                                                                 |
| Koetshuis behorende bij pastorie | Bijgebouwen kastelen enz. | 1850-1860                          |                     | Slimstraat bij 7      | 51° 36' 41" NB, 5° 8' 28" OL | 525951 | Upload foto |
| Complex Slimstraat 5-7: grafmonument van H.W.A. van Heeswijk | Gedenkteken               |                                    |                     | Slimstraat bij 9      | 51° 36' 41" NB, 5° 8' 29" OL | 526133 | Upload foto |
| Complex Slimstraat 5-7: grafmonument van Josephus van Iersel | Gedenkteken               |                                    |                     | Slimstraat bij 9      | 51° 36' 41" NB, 5° 8' 29" OL | 526134 | Upload foto |
| Complex Slimstraat 5-7: grafmonument Johanna Maria/van Abeelen | Gedenkteken               |                                    |                     | Slimstraat bij 9      | 51° 36' 41" NB, 5° 8' 29" OL | 526135 | Upload foto |